# Tři přátelé zimy

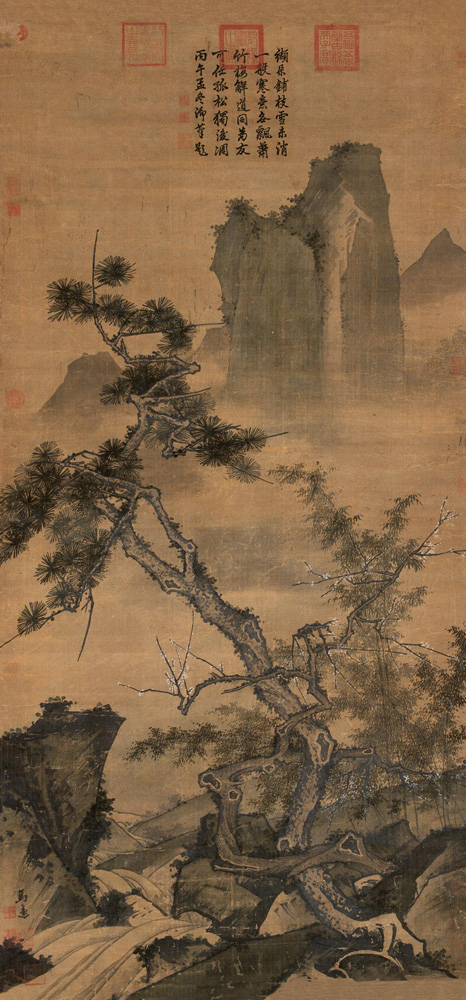
Tři přátelé zimy na svitku Ma Jüana (asi 1160–1225)

Tři přátelé zimy (čínsky v českém přepisu suej-chan san-jou, pchin-jinem suìhán sānyǒu, znaky 歳寒三友, [sweɪ̯⁵¹xän³⁵ sän⁵⁵joʊ̯²¹⁴]IPA, japonsky 松竹梅, Só-čiku-bai – borovice-bambus-broskev/slivoň ume) jsou výtvarný a kulturní motiv východoasijského, především čínského a japonského umění. Zobrazuje borovici, slivoň a bambus coby tři rostliny, které dokážou, každá svým způsobem, odolávat zimě, a jsou tedy odedávna symbolem nezlomnosti, vytrvalosti a odolnosti v dobách, kdy vše vadne a upadá a člověku zbývá jen několik nejvěrnějších přátel.

## Historické pozadí
Symbolika rostlin a zvířat je v japonské a čínské kultuře hojně rozšířena a patří k univerzálnímu „jazyku“ každodenního života. Svůj strom, zvíře či květinu, která ho reprezentuje, má každé roční období, mnohé v sobě nesou etické nebo symbolické poslání.
Tři přátelé zimy jsou poprvé společně zaznamenáni v básni čínského autora Ču Čching-jüa (朱慶餘) z období dynastie Tchang (9. století našeho letopočtu). Umělec sungského období Čao Meng-ťien (趙孟堅, asi 1199–1264) zpopularizoval tento motiv v umění výtvarném; samotný termín je poprvé použit v díle básníka Lin Ťing-siho (林景熙, 1241–1310). Z Číny se postupně tento motiv rozšířil do celé východní Asie a je často ztvárňován v malířství, grafice, poezii, kaligrafii i užitém umění. V Japonsku jsou tři přátelé zimy spojováni zejména s Novým rokem a zobrazováni na novoročních pohlednicích, stejně jako zakomponováni do obalů a tvarů tradičních cukrovinek. V konfucianismu jsou velmi oceňováni coby předobrazy ctností dokonale vznešeného, ušlechtilého člověka nepodléhajícího svodům a nástrahám.

## Kulturní symbolika
Zmíněné tři rostliny symbolizují odolnost vůči nepříznivému období zimy a sněhu, kdy většina rostlin shazuje listy a stáhne se do vegetačního klidu.
Bambus, stejně jako borovice, zůstává po celý rok zelený, neshazuje listy; obě rostliny jsou řazeny k principu jang. Kolénka bambusu jsou tradičně viděna jako rezervoár životní síly čchi, dutý vnitřek jeho stébel odkazuje k taoistické filozofii (tao může pochopit jen člověk s dokonale prázdným, ničím nezatíženým nitrem). Dokáže se ohnout před náporem větru, aniž by se zlomil, proto je hoden obdivu.
Stejně tak nenáročná borovice je jedním ze stromů, které nejenže v zimě neomrzají a přetrvávají nepřízeň počasí, ale její odolnost, s níž dokáže přežít na nehostinných skalách, s pokrouceným kmenem a větvemi, má být člověku povzbuzením v těžkých chvílích. Již od dob čínského historika S’-ma Čchiena (145–90 př. n. l.) se na borovici pohlíží jako na nejdokonalejší strom, symbol stálosti a vnitřní síly, spojující člověka s nesmrtelností.
Slivoň, která rozkvétá již koncem zimy, často ještě pod sněhem, půvabnými, křehkými, voňavými květy, je harmonickým spojením prvků jin a jang. Pět korunních plátků v jejím květu symbolizuje pět druhů štěstí. Jejich vzezření dodává člověku odvahu, duševní čistotu a morální povznesení; když opadávají, připomínají pomíjivost lidského života.

## Galerie

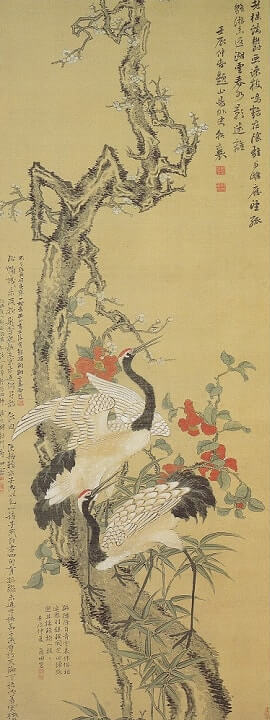
Tři přátelé zimy (a jeřáb) na japonské kaligrafii
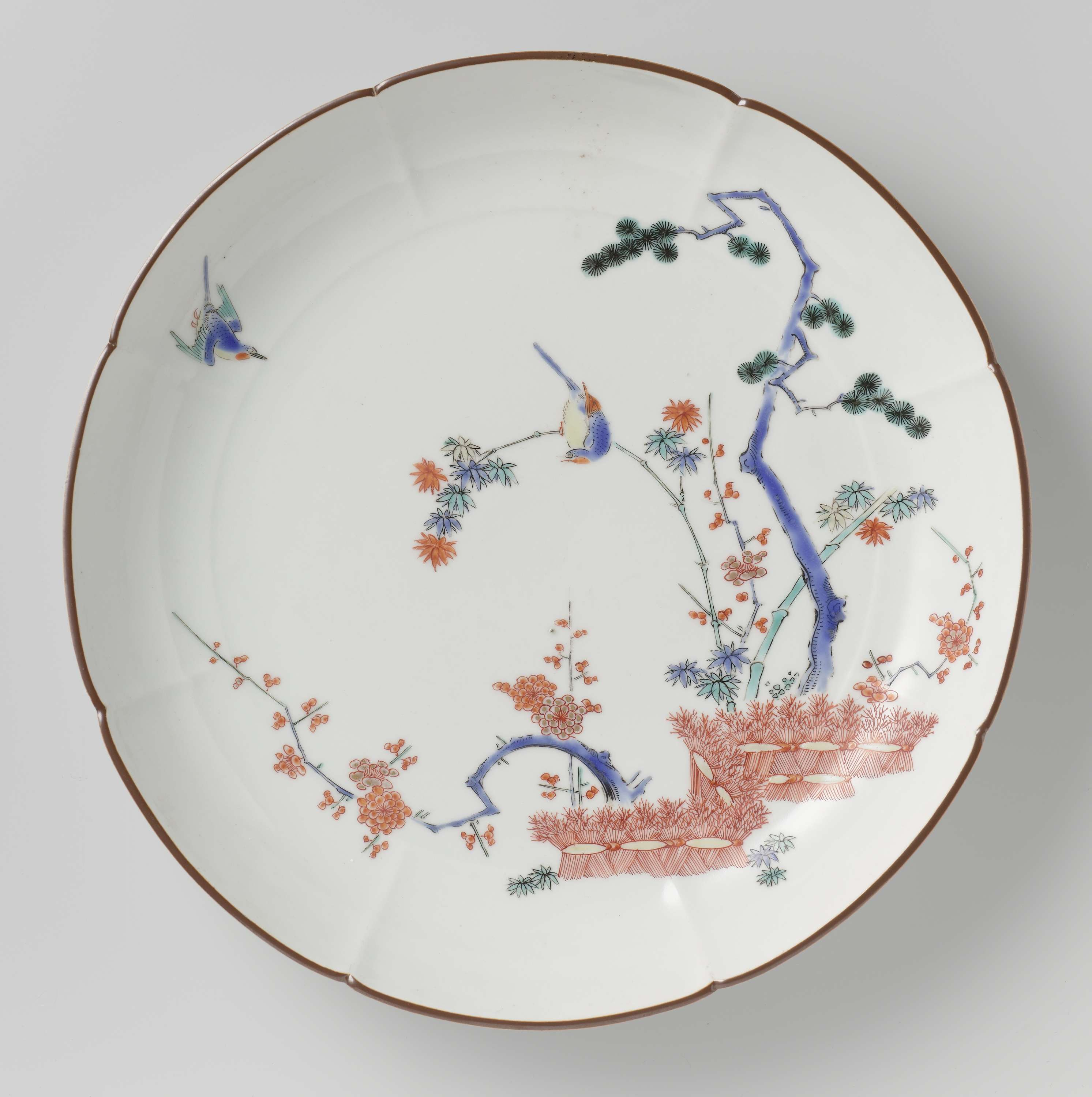
Jídelní porcelán s motivem tří přátel
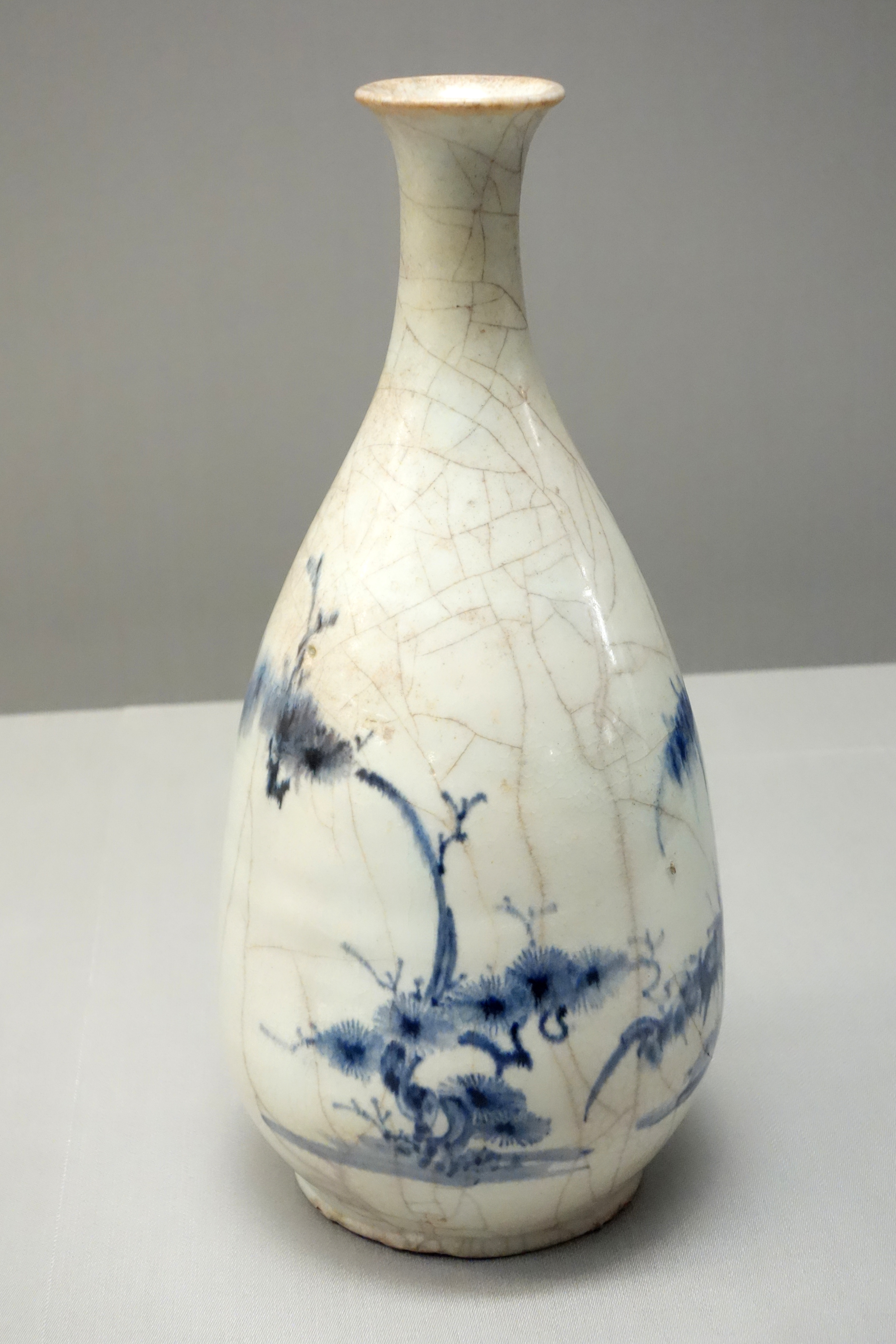
Motiv na karafě na saké, 17. století
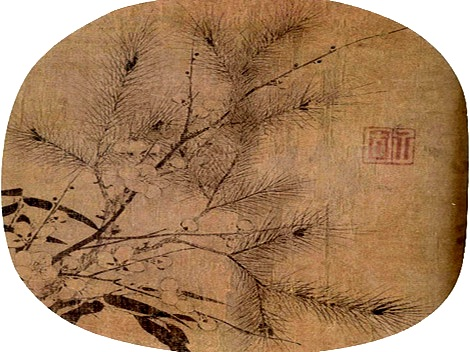
Vějíř s motivem tří zimních přátel
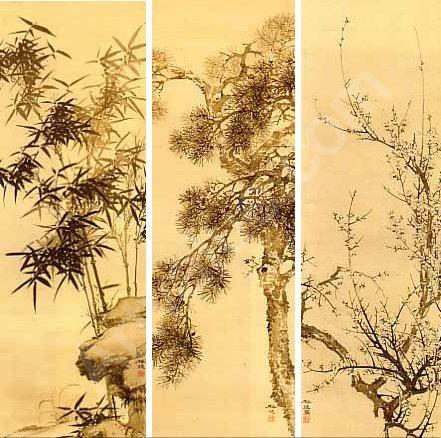
Malba z 19. století